# Sydney Lassick
Sydney Lassick (Chicago, 23 luglio 1922 – Los Angeles, 12 aprile 2003) è stato un attore statunitense.

## Biografia
Figlio di immigranti russi di religione ebraica, comincia la carriera di attore verso la fine degli anni '50, interpretando spesso personaggi nevrotici e ossessivi. Il suo ruolo più famoso è quello di Charlie Cheswick, uno dei pazienti maniaco depressivi nel film Qualcuno volò sul nido del cuculo, diretto da Miloš Forman e vincitore di 5 Premi Oscar nel 1976. Morì nel 2003 a 80 anni per complicazioni dovute al diabete.

## Filmografia parziale
- Al Capone, regia di Richard Wilson (1959)
- Qualcuno volò sul nido del cuculo (One Flew Over the Cuckoo's Nest), regia di Miloš Forman (1975)
- Carrie - Lo sguardo di Satana (Carrie), regia di Brian De Palma (1976)
- Alligator, regia di Lewis Teague (1980)
- La pazza storia del mondo (History of the World- Part 1), regia di Mel Brooks (1981)
- Pattuglia di notte (Night Patrol), regia di Jackie Kong (1984)
- Ratboy, regia di Sondra Locke (1986)
- Body Slam, regia di Hal Needham (1986)
- Scarlatti - Il thriller (Lady in White), regia di Frank LaLoggia (1988)
- Shakes the Clown, regia di Bobcat Goldthwait (1992)
- Cool as Ice, regia di David Kellogg (1991)
- Massima copertura (Deep Cover), regia di Bill Duke (1992)
- Tom & Jerry - Il film (Tom and Jerry: The Movie) (1992) - voce
- Sister Act 2 - Più svitata che mai (Sister Act 2: Back in the Habit), regia di Bill Duke (1993)
- Johns, regia di Scott Silver (1996)
- Man on the Moon, regia di Milos Forman (1999)

## Doppiatori italiani
Nelle versioni in italiano delle opere in cui ha recitato, Sydney Lassick è stato doppiato da:
- Gianni Bonagura in Qualcuno volò sul nido del cuculo, Carrie - Lo sguardo di Satana
- Alvise Battain in Pattuglia di notte[1]
- Vittorio Amandola in X-Files[2]

Da doppiatore è sostituito da:
- Roberto Del Giudice in Tom & Jerry - Il film[3]